# Ansina
Ansina ist eine Stadt in Uruguay.

## Geographie
Sie befindet sich auf dem Gebiet des Departamento Tacuarembó in dessen Sektor 7, wenige Kilometer entfernt von der Grenze zum Nachbardepartamento Rivera am Ufer des Río Tacuarembó. Sie liegt dabei südöstlich der Departamento-Hauptstadt. Nördlich des Ortes findet sich Zapucay zwischen dem Arroyo Buena Orden und dem Arroyo Zapucay, beides Nebenflüsse des Río Tacuarembó. Die nächstgelegene Ansiedlung ist im Südosten Pueblo del Barro, während in einigen Kilometern Entfernung nordwestlicher Richtung Cuchilla del Ombú zu finden ist. Westlich Ansinas erstreckt sich die ebenfalls Cuchilla del Ombú benannte Gegend. Der östliche und südliche Bereich der Umgebung Ansinas wird als Cuchilla del Yaguarí bezeichnet.

## Geschichte
Am 5. Oktober 1950 wurde Ansina durch das Gesetz Nr. 11530 in die Kategorie "Pueblo" eingestuft.

## Einwohner
Die Stadt hat 2.712 Einwohner (Stand 2011), davon 1.353 männliche und 1.359 weibliche.
| Jahr | Einwohner |
| ---- | --------- |
| 1963 | 905       |
| 1975 | 1.056     |
| 1985 | 1.637     |
| 1996 | 1.930     |
| 2004 | 2.790     |
| 2011 | 2.712     |

Quelle: Instituto Nacional de Estadística de Uruguay